# Österreichische Vorentscheidung zum Eurovision Song Contest 2026
Die österreichische Vorentscheidung zum Eurovision Song Contest 2026 in Wien soll Ende Februar 2026 stattfinden.

## Format

### Konzept
Ursprünglich gab die Programmdirektorin des Österreichischen Rundfunks (ORF), Stefanie Groiss-Horowitz, im Mai 2025 bekannt, dass der österreichische Beitrag für den Eurovision Song Contest 2026 wie seit 2017 intern ausgewählt werden soll. Am 2. August 2025 revidierte sie schließlich diese Aussage und verkündete, dass zum ersten Mal seit 2016 ein nationaler Vorentscheid stattfinden werde.
Einen Tag später wurden erste Details zum Vorentscheid bekanntgegeben. So soll die Show Ende Februar 2026 stattfinden. Die Teilnehmerzahl soll etwa bei 10 liegen.

### Beitragswahl
Interessierte Künstler können sich ab dem 4. August 2025 beim ORF direkt bewerben. Aus allen Einreichungen wird der ORF die Teilnehmer für den Vorentscheid selbst wählen.